# Гилпин, Уильям (губернатор)
Уильям Гилпин (англ. William Gilpin; 4 октября 1813, 1815 или 1822, Пенсильвания — 20 января 1894, Денвер, Колорадо) — американский военный и государственный деятель, первый губернатор Территории Колорадо.

## Биография

### Ранние годы
Уильям Гилпин родился 6 октября 1813, 1815 или 1822 года в Пенсильвании в семье Джошуа Гилпина и Мэри Дилуорт.
С ранних лет Уильям говорил по-французски, увлекался поэзией, историей и физической географией. Семья Гилпинов была близка к седьмому президенту США Эндрю Джексону.
К 12 годам родители отправили Уильяма на обучение в Англию, где он изучал математику и иностранные языки. После Гилпин вернулся в Филадельфию, где поступил в Пенсильванский университет.

### Военная карьера и послевоенные годы
В 1834 году Эндрю Джексон назначил Гилпина на обучение в Военную академию США, из которой он ушёл через шесть месяцев после начала обучения.
С началом Второй Семинольской войны Джексон назначил Гилпина во 2-й кавалерийский полк, откуда он ушёл в отставку в 1838 году.
Во время Американо-мексиканской войны Гилпин служил в Западной армии Стивена Карни и в 1846 году участвовал в захвате Нью-Мексико. После этого участвовал в захвате Чиуауа, проводимом Александром Донифаном.
В дальнейшем возглавил Отдельный батальон добровольцев Миссури, который защищал Санта-Фе от набегов команчей.
С 1841 по 1861 год Гилпин жил в городе Индепенденс, где занимался юридической практикой и изучением Запада. Большую известность в то время ему принесло путешествие в Орегон вместе с Джоном Фримонтом в 1842 году. Гилпин планировал обустройство Индепенденса и Портленда.
Между 1856 и 1859 вступил в Республиканскую партию из-за поддержки рабства Демократической партией.

### Губернатор Территории Колорадо
22 марта 1861 года президент США Авраам Линкольн назначил Уильяма Гилпина губернатором Территории Колорадо. На тот момент он был довольно известен как предприимчивый и отважный офицер, однако это практически не сыграло роли в назначении: Уильям Гилпин в качестве губернатора стал одной из уступок Линкольна губернатору Миссури, так как в приближающейся гражданской войне Союзу была важна поддержка этого штата.
В качестве губернатора стал известен сбором войск для обороны Колорадо от вторжения Конфедерации.
После отказа федеральных властей поддержать организацию войск Союза в Колорадо создал 1-й пехотный полк Колорадо, финансируемый незаконно выпускаемыми Гилпином векселями.
Смещён с поста губернатора 18 марта 1862 года.
Уильям Гилпин умер во сне в ночь на 20 января 1894.

## Память
Гилпин — округ в Колорадо, названный в честь Уильяма Гилпина.